# Armin Weinberger
Armin Weinberger (* 1973) aus Landshut ist ein deutscher Bildungswissenschaftler. Seit 2011 ist er ordentlicher Professor an der Universität des Saarlandes und Inhaber des zu diesem Zeitpunkt neu gegründeten Lehrstuhls für Bildungstechnologie und Wissensmanagement.

## Werdegang
Weinberger war Associate Professor am Lehrstuhl für Instruktionstechnologie an der Fakultät für Verhaltenswissenschaften der Universität Twente in den Niederlanden, außerdem Hochschullehrer und wissenschaftlicher Mitarbeiter an den Universitäten München, Tübingen und dem Leibniz-Institut für Wissensmedien.
Weinberger ist Gutachter nationaler Wissenschaftsförderstellen, wie DFG, ISF, FWO und SNF sowie für nationale und internationale wissenschaftliche Fachzeitschriften. Außerdem ist er Gründer und Koordinator des EARLI SIG Argumentation, Dialoge und Reasoning 2016.

## Wissenschaftliche Tätigkeiten
Seine Forschungsinteressen liegen im Bereich der Analyse, Förderung, Generierung, Konstruktion und Teilen in Gemeinschaften unterschiedlicher Größe (kleine Lerngruppen, Arbeitsteams). Zudem forscht er an Skripts und Wissenskonvergenzen, sowie deren Anwendung und Lerneffekte in unterschiedlichen technologiegestützten Lernszenarien.

## Auszeichnungen
- Am häufigsten zitierter Artikel 2007–2011 in Learning and Instruction
- Häufigster Autor im International Journal of Computer-Supported Collaborative Learning 2010–2014
- Auszeichnung für Demo Backstage auf der EC-TEL 2012
- Auszeichnung für Demo Proportions auf der EC-TEL 2012
- Preis für Outstanding Journal Article in the Field of Instructional Design Division of Design and Development of the Association for Educational Communications and Technology 2005
- Preis für gute Lehre des Bayerischen Wissenschafts- und Kultusministeriums für die Entwicklung und Umsetzung computerunterstützter Lernumgebungen an der LMU München / der Virtuellen Hochschule Bayern 2000[2]